# Karol Pirch
Karol Pirch (von Pirche) herbu Pierzchała (XVIII wiek) – generał major wojsk koronnych od 1777 roku.
Pochodził z pruskiej rodziny wojskowej. W 1761 jako pułkownik uzyskał indygenat, służył w dywizji wielkopolskiej.